# Bahnhof Pueyrredón

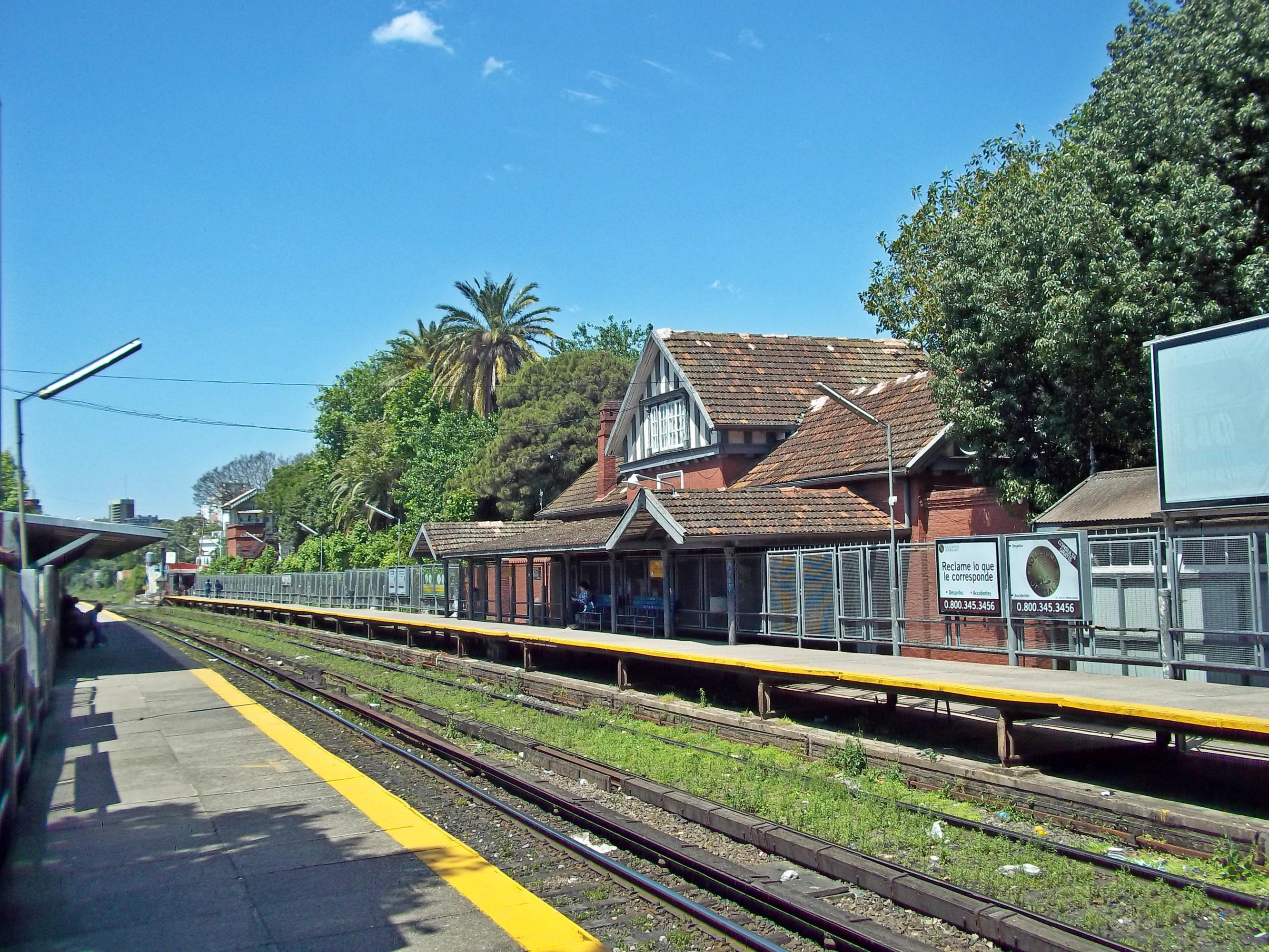
Estación J. M. de Pueyrredón

Der Bahnhof Estación General Juan Martín de Pueyrredón ist eine Zwischenstation der elektrisch betriebenen Mitre Metropolitan Eisenbahnlinie zum Flughafen Aeroparque Jorge Newbery in Buenos Aires, Argentinien. Er befindet sich zwischen den Stationen Retiro und José León Suárez in der rund 40.000 Einwohner großen Stadt Villa Pueyrredón, gegenüber der Parkanlage Plaza Tte. General Eduardo Lonardi.
1905 wurde zuerst nur ein Haltepunkt mit der Bezeichnung KM 14 („Kilómetro 14“) eingerichtet. 1907 war der Baubeginn rund 100 Meter entfernt vom Haltepunkt und nach Fertigstellung des dreiteiligen Bahnhofgebäudes wurde er nach dem Namen des Generals Juan Martín de Pueyrredón im Jahre 1913 eingeweiht. Heute wird der Bahnhof von der Unidad de Gestión Operativa Mitre Sarmiento unter dem Namen Estación J. M. de Pueyrredón betrieben. Die beiden Hauptgleise sind durch einen Fußgängertunnel verbunden. Das Gebäude steht unter Denkmalschutz (Reg. Prop. Intelectual 5028818 / Ley 11.723).